# كيم كريستيانسن
كيم كريستيانسن (بالنرويجية البوكمول: Kim Christiansen)‏ هو متزلج على الثلوج نرويجي، ولد في 8 مايو 1976 في درامن في النرويج.

## وصلات خارجية
- كيم كريستيانسن على موقع الاتحاد الدولي للتزلج (ركوب لوح الثلج) (الإنجليزية)
- كيم كريستيانسن على موقع أوليمبيديا (الإنجليزية)